# Heritage of the Invisible II
Heritage of the Invisible II  (dt. Das Erbe des Unsichtbaren) ist ein Jazzalbum von Aquiles Navarro und Tcheser Holmes. Die 2019 entstandenen Aufnahmen erschienen 2020 als Download sowie als LP (in auf 444 Kopien limitierter Edition) auf International Anthem.

## Hintergrund
Der in Toronto geborene Trompeter Aquiles Navarro und der in Brooklyn geborene Perkussionist Tcheser Holmes lernten sich 2008 kennen, als sie am New England Conservatory in Boston studierten. Zusammen bildeten sie bald eine musikalische Partnerschaft, tourten durch Panama und veröffentlichten 2014 ein Album mit Improvisationen. Sie erlangten größere Aufmerksamkeit, nachdem sie sich mit Sängerin Camae Ayewa, Saxophonist Keir Neuringer und Bassist Luke Stewart zum Quintett Irreversible Entanglements zusammengetan hatten, dessen AlbumWho Sent You? von der Kritik gefeiert wurde. Neben Stewart, Neuringer und Ayewa (die als Moor Mother Soloarbeiten veröffentlichte) setzten Navarro und Holmes dort ihre Instrumente ein, um rassistisch motivierte Strafverfolgung, Kapitalismus und amerikanische Politik zu behandeln.
Ihr erstes Album, Heritage of the Invisible (2014) wurde live in Panama aufgenommen. Auf dem Folgealbum Heritage of the Invisible II, das im Unterschied zu Who Sent You? nicht offen politisch ist, werden lateinamerikanische und afro-karibische Einflüsse in ihren Arrangements verarbeitet. Der Kern ihres Ansatzes konzentriert sich auf das Zusammenspiel von Holmes’ afro-karibischen Rhythmen und Navarros Trompetenlinien, notierte Matt Collar. Sie bauen während des gesamten Albums auf diesem Sound auf und fügen Moog-Synthesizer, Piano und, wie bei „Pueblo“, die fünfsaitige panamaische Gitarre, die kurzhalsige Mejoranera, hinzu.
Im Herbst 2019 buchten die Musiker zwei Studiotermine in den S1 Studios von Brooklyn. Dort schichteten sie Samples und elektronische Elemente von Juno 106- und Moog Grandmother-Synthesizern über ihre akustischen Improvisationen, überspielten Beiträge von Freunden von Sängern und Instrumentalisten, und fügten Gesprächsfetzen und Field Recordings von sich selbst hinzu.

## Titelliste
- Aquiles Navarro & Tcheser Holmes: Heritage of the Invisible II (International Anthem Recording Company IARC003)[4]

1. Initial Meditation  4:44
2. Plantains  5:10
3. Pueblo  2:02
4. A Night In N.Y.  3:38
5. M.O.N.K. (Most Only Never Knew) (Nick Sanders) 4:23
6. Interlude⇅Interludio  0:41
7. Navarroholmes  8:00
8. $$$ /// Billete  4:16
9. Father  2:49
10. Remix by Madam Data  4:11

Sofern nicht anders angegeben, stammen alle Kompositionen von Aquiles Navarro (1–4, 6–8, 10) und Tcheser Holmes (1, 2, 4, 6–10)

## Rezeption
Matt Collar verlieh dem Album in Allmusic vier Sterne und schrieb, Heritage of the Invisible II zeige die phantasmagorisch einfallsreiche Mischung aus Free Jazz, afro-karibischen Traditionen und elektronischer Produktion des in Brooklyn ansässigen Avantgarde-Duos. Wo die Gruppe Irreversible Entanglements Free Jazz <das ist ein ästhetisches Fehlurteil, das Creative Jazz ignoriert --> im Stil des Art Ensemble of Chicago mit dem gesprochenen Wort von Ayewas zum Nachdenken anregender Poesie kombinierte, würden Navarro und Holmes mit Heritage of the Invisible II noch weitreichendere und strukturiertere Klanglandschaften schaffen. Alle Stücke auf Heritage of the Invisible II  belegten die Fähigkeit von Navarro und Holmes, ihre gemeinsame Kulturgeschichte anzuzapfen und weitreichende, collagenartige Experimente durchzuführen.
Marcus J. Moore (Bandcamp Daily) schrieb, die Musik mute locker und improvisiert an, als ob Navarro und Holmes ohne traditionelle Songstrukturen in die Aufnahmesessions gegangen wären. Dies wirke wie eine Mischung aus Tanz, Jazz und progressiver Musik, die das Spektrum ihres vorherigen Albums erweitern. Durch Synthesizer und unerbittlichen Rhythmus bleibe es in der Vergangenheit und Gegenwart, ohne sich auf ein Genre festzulegen. Das Album sei kraftvoller als sein Vorgänger. Mit schnellen Trommelspiel und sporadischen Trompetenschlägen entfalten sich die Songs „Initial Meditation“, „Father“ und „Navarroholmes“ mit der brodelnden Intensität von Industrial-Rock-Platten. Andere Stücke seien festlicher; „Pueblo“ etwa habe einen schlendernden Latin-Groove mit schwülen Trompetenakkorden.
John-Paul Shiver kam in Treble sogar zu dem Urteil, Heritage of the Invisible II sei ein „weiteres dynamisches postapokalyptisches Free-Jazz-Kommunique“ des Duos. Manchmal mute die Musik von Navarro und Holmes wie die Dub-Version ihrer anderen Gruppe, der Irreversible Entanglements an; sie verdoppelten das Chaos, indem sie ihr eigenes kulturelles Erbe rhythmisch einfließen lassen und ihre eigene Verwandtschaft feiern.

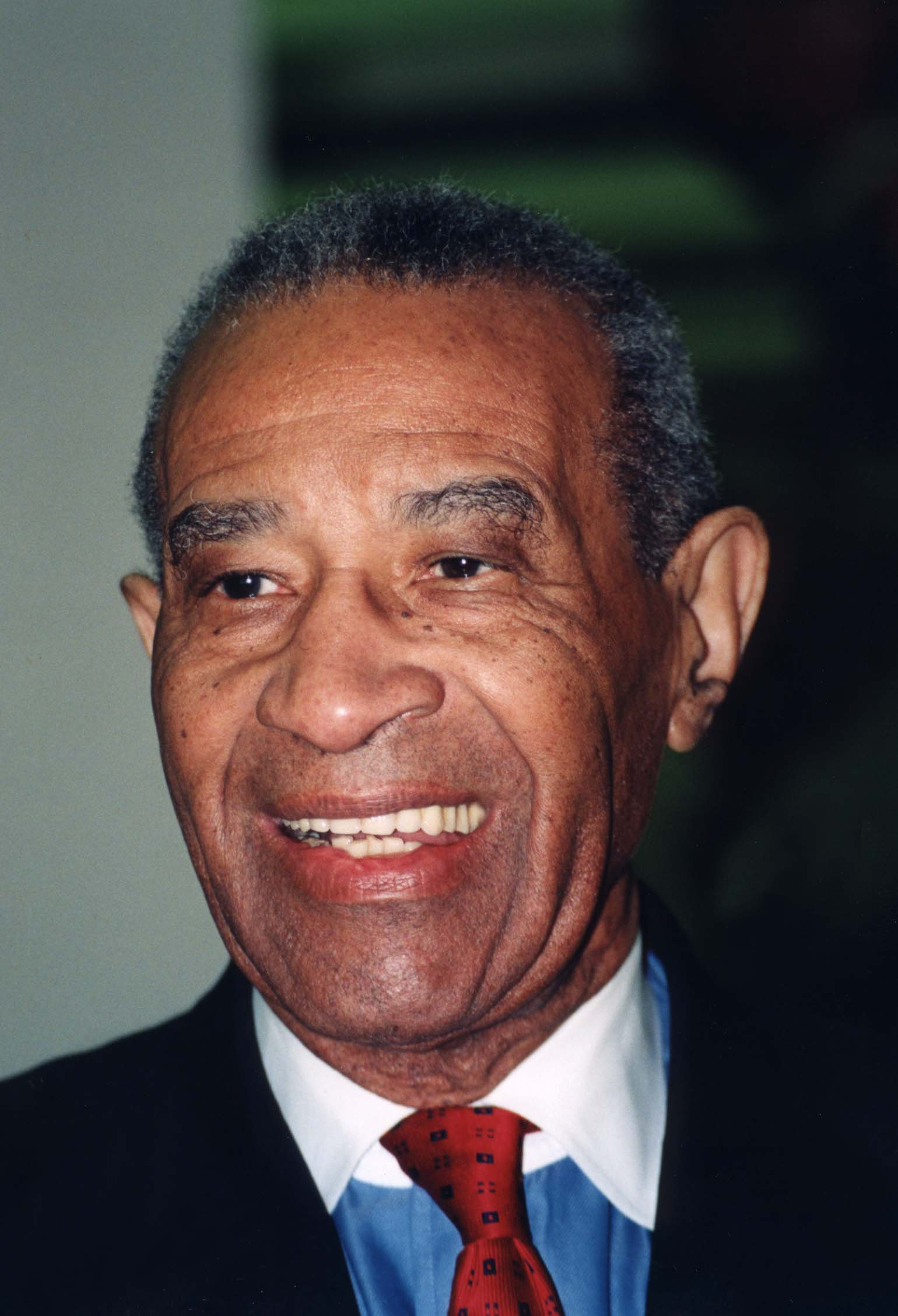
Max Roach 1999

Andrew Forell (Dusted) meinte, dass Navarros und Holmes’ Duoalbum nicht so offen politisch sei. Vielmehr schufen die Musiker ein Zeugnis des Dialogs und der Gemeinschaft, das in diesen spaltenden Zeiten von Natur aus radikal ist. Holmes sei ein intensiver, aber leichthändiger Schlagzeuger, der sein Instrument sowohl rhythmisch als auch melodisch als Anker und Gesprächspartner bearbeite, ähnlich wie ein Max Roach oder Rashied Ali. Navarros Trompete komme sehr gut zur Geltung, stark in den unteren Registern und unverfälscht gen Himmel aufsteigend. Die beiden teilten eine spürbare Telepathie, die durchgehend ausstrahle.
Nach Ansicht von Chris DeVille (Stereogum) lehne sich Heritage of the Invisible II an das lateinamerikanische und afro-karibische Erbe der Musiker an; dies sei ein lebendiger und explorativer Sound, der auch auf der ausgekoppelten Single „Pueblo“ demonstriert werde, die als De-facto-Hymne des neuen Albums gilt. Der Autor zitiert eine Erklärung Navarros: „Es ist ein Fest des Lebens, das Zusammenkommen der Menschen, el pueblo, ein Fest, wer wir sind, woher wir kommen, es ist unsere Gemeinschaft, unser Volk, ein Gefühl der Offenheit, Hoffnung, und eine Zukunft der Einheit von El Pueblo, den Leuten.“